# Mr. Satan
Mr. Satan (ミスター・サタン?, Misutā Satan) è un personaggio del manga Dragon Ball di Akira Toriyama. Egli compare anche nelle varie opere derivate, tra cui le serie televisive anime Dragon Ball Z, Dragon Ball GT e Dragon Ball Super, i film, gli OAV e numerosi videogiochi. In un'intervista, Toriyama affermò che se dovesse ridisegnare Dragon Ball, sceglierebbe come personaggio principale Mr. Satan, per la sua comicità.
Ha inoltre rivelato che il vero nome del personaggio è Mark (マーク?, Māku), anagramma di akuma ("demone", "diavolo"). Nell'adattamento dell'anime degli Stati Uniti, per via delle presunte implicazioni sataniche del nome del personaggio, fu ribattezzato "Hercule".

## Il personaggio
L'aspetto di Mr. Satan cambia molto a seconda della situazione: quando deve mettersi in mostra o in previsione di un combattimento in cui può dare prova della sua forza, è alto e con un fisico possente; quando invece è spaventato o quando comunque riveste un ruolo comico diventa molto più basso e con una testa enorme, caricaturale; con un'espressione sbalordita in volto.
La personalità di Mr. Satan tende a cambiare nel corso della storia: durante il Cell game era molto sicuro di sé e particolarmente arrogante. Nonostante ciò, quando il campione si trova a fronteggiare nemici come Cell e Majin Bu fa la figura del vigliacco e simula malesseri per evitare il confronto con mostri troppo superiori alle sue capacità.
Ciò nonostante, ha un senso dell'onore e di guerriero combattente, dimostrato nell'avere aiutato Numero 16 ad avvicinarsi a Cell consapevole che avrebbe potuto rischiare di morire.
Di seguito, nell'arco di Majin Bu, prende atto della forza superiore dei guerrieri e comincia a rivestire ruoli più comici. Diventa anche molto disponibile e se prima cercava ogni tipo di scusa per non partecipare alla lotta contro i più forti, invece ora collabora nel suo piccolo: va a lui il merito di aver "educato" Fat Bu, che prima era incontrollabile e seminava distruzione, e dopo l'esperienza con Mr. Satan diventa più buono e tranquillo, diventando peraltro grande amico del combattente. Inoltre quando Kid Bu espelle Good Bu ha inizio un feroce scontro fra i due, nel quale Mr. Satan cerca in ogni modo di aiutare l'amico in difficoltà, rischiando di venire ucciso dal perfido demone. Va poi a lui il merito di aver esortato i terrestri a donare la loro energia spirituale per formare la sfera Genkidama che servirà a sconfiggere Kid Bu, e alla fine sposterà Vegeta (impossibilitato a muoversi a causa delle ferite inflittegli da Kid Bu) dalla traiettoria della sfera, salvandogli di fatto la vita.
Vuole molto bene a sua figlia Videl, ma come la maggior parte dei padri è molto geloso ed obbliga la figlia ad uscire solo con ragazzi più forti di suo padre (conscio del fatto che, essendo campione del mondo, nessuno è più forte di lui).
Similmente prova un affetto totale e incondizionato verso la nipotina Pan, arrivando ad essere iperprotettivo. Stringe anche un rapporto di amicizia con Fat Bu, alla fine di Dragon Ball Z, che durerà fino alla scomparsa di quest'ultimo, durante la lotta contro Baby.
Nella puntata d'esordio sul campo di battaglia del Cell Game, solo nell'anime, egli si avvale di due suoi discepoli: Karoni e Piroshiki, che però verranno ovviamente sconfitti con facilità. Sono tutti accompagnati da Pizza, la manager di Mr. Satan.

## Biografia

### Dragon Ball
Mr. Satan era campione mondiale di wrestling all'epoca del Cell Game, e questo titolo lo rese famoso in tutto il mondo. Partecipa al torneo dove è il primo ad affrontare nel manga (nell'anime è il terzo, in quanto scendono in campo prima i suoi allievi), ma viene sconfitto facilmente da Cell che lo colpisce scaraventandolo in una montagna. Durante lo scontro tra Gohan e Cell, Satan rischia di essere colpito da Cell pur di raccogliere la testa di Numero 16, dopo che quest'ultimo lo aveva implorato, per poi portarla a Gohan; in questo modo il ragazzo, tramite le parole del cyborg, si trasforma in Super Saiyan 2. Dopo la sconfitta di Cell, Satan, approfittando del fatto che l'energia sprigionata dai combattenti fosse stata così forte da danneggiare gravemente ogni mezzo con cui gli operatori televisivi cercavano di trasmettere il torneo in diretta mondiale, appena il collegamento si ripristina racconta ai mass media di aver ucciso il mostro e di aver salvato il mondo: così fa sorgere il mito della sua invincibilità.
Dopo la falsa vittoria su Cell, Mr. Satan è diventato l'eroe della Terra e in suo onore Orange City, una città nei pressi dello scontro avvenuto con Cell, viene ribattezzata Satan City. Mr. Satan partecipa al torneo di arti marziali, dove affronta prima Trunks (il vincitore del torneo dei giovani), che lo sconfigge con un solo colpo. Tuttavia fa finta di aver perso di proposito per darla vinta ad un bambino. Nel torneo degli adulti, dopo il ritiro di gran parte dei lottatori, viene indetta una battle royal, nel quale gli atleti combattono contemporaneamente. Dopo la sconfitta di tre dei lottatori, Mr. Satan affronta Numero 18, la quale lo lascia vincere di proposito in cambio di 20.000.000 di zeni, ovvero il doppio del premio originale.
Quando Majin Bu fa la sua comparsa e inizia a distruggere le varie città sulla Terra, Mr. Satan si reca nella residenza del demone per eliminarlo attraverso vari stratagemmi, per ripetere il mito di quando sconfisse Cell. In questa occasione riesce a rabbonire il demone rosa, divenendone amico, ma dopo che egli viene quasi ucciso da un folle, Majin Bu si divide in due (una parte buona e l'altra malvagia), ritornando ad essere malvagio. Nonostante ciò, il nuovo Majin Bu mantiene un po' della sua vecchia personalità e proprio per questo decide di risparmiare Satan e il suo cagnolino. Inoltre salva Satan anche dallo sterminio dei terrestri.
In seguito, Satan viene salvato da Goku dall'esplosione della Terra e teletrasportato sul pianeta dei Kaiohshin. Tuttavia, in questa occasione, Satan crede di trovarsi in un sogno, finché non si trova a dover affrontare sul serio Kid Bu. Ed è proprio il suo intervento a far fuoriuscire Majin Bu grasso dal corpo di Kid Bu. Quando Goku si trova a dover caricare la Genkidama ("Energia Sferica" nella versione italiana) per sconfiggere Kid Bu, Mr. Satan si rende utile, prima incitando gli abitanti della Terra a prestare la loro energia a Goku e poi salvando Vegeta, che era svenuto e che rischiava di venire travolto dall'energia di Goku.
Alla fine, Mr. Satan rimane amico di Majin Bu anche in seguito, e si offre di ospitarlo a casa sua.
Trascorsi dieci anni, Mr. Satan è diventato nonno, dopo che Gohan e Videl hanno avuto una bambina, la piccola Pan. Inoltre, quando Goku prende Ub (la giovane reincarnazione umana di Kid Bu) come suo allievo, gli promette che Mr. Satan aiuterà economicamente la sua famiglia, che vive in povertà.

### Dragon Ball Super
In Dragon Ball Super, ambientata poco dopo la sconfitta di Majin Bu, come promesso ospita a casa sua Good Bu e riceve un premio di 100 milioni di zeni per aver mantenuto la pace nel mondo. Mr. Satan si reca da Goku per regalargli il denaro come premio per aver sconfitto Majin Bu. Successivamente viene invitato alla festa di compleanno di Bulma sulla sua nave. Assiste poi allo scontro tra Goku, trasformato in Super Saiyan God, contro il Dio della distruzione Beerus. Nell'anime Mr. Satan, in seguito alle ripercussioni che lo scontro tra Goku e Beerus hanno avuto sulla Terra, ancora una volta, fa credere agli abitanti del pianeta di essere stato lui a combattere contro la divinità.
Sarà lui ad avvertire Goku e i suoi amici che Majin Bu non prenderà parte al Torneo del Potere dato che è entrato in un letargo dal quale non si risveglierà entro un paio di mesi, inoltre propone di prendere il suo posto nel team benché tale possibilità viene subito scartata in quanto non sarebbe lontanamente all'altezza degli sfidanti provenienti dagli altri universi.
Quando Merus e la Pattuglia Galattica prenderanno Majin Bu in custodia approfittando del suo letargo, Mr. Satan cercherà inutilmente di fermarli, salvo poi doversi arrendere lasciando il suo amico alle loro cure, infine, dopo qualche mese, gli restituiscono Majin Bu con sua felicità.

### Dragon Ball GT
In Dragon Ball GT vive ancora con Fat Bu finché questi non si unisce a Ub, ed è uno dei pochi a non essere controllato da Baby in quanto aveva chiesto a Bu (che aveva espulso l'ovulo) di assorbirlo per nascondersi dentro il suo corpo.
In seguito, Satan decide di indire un torneo, il cui vincitore sarà proclamato suo successore. Alla fine giunge in finale con Ub, il quale lo lascia vincere sotto esortazione di Majin Bu, ancora presente nel corpo del ragazzo.
Negli scontri con i guerrieri usciti dal Regno degli Inferi, viene salvato da Pan dalla furia del Generale Lilde.
Alla fine della serie, assiste alla partenza di Goku con il drago Shenron, dopo la sconfitta dei draghi malvagi.

## Abilità
Mr. Satan non ha una forza paragonabile a quella di Goku e dei suoi compagni, ma è molto più forte rispetto ai normali terrestri. Infatti, durante le sue apparizioni, riesce a distruggere molte mattonelle impilate a mani nude, con un colpo solo e trascina quattro pullman legati insieme con la sola forza fisica, riuscendo anche a perforarne la fiancata con un pugno.
Egli è molto abile nelle arti marziali e dispone di una forza e di una velocità notevole. Tuttavia non è in grado di utilizzare il ki, e quindi nemmeno di volare. Sua figlia, invece, riuscirà a raggiungere questo obiettivo tramite un allenamento con Gohan. La tecnica leggendaria utilizzata da Mr. Satan nei suoi scontri è il Calcio Dinamite, ovvero un semplice calcio volante che colpisce il volto dell'avversario. Questa tecnica viene utilizzata per la prima volta da Satan durante lo scontro con Cell, rivelandosi però completamente inutile contro il cyborg. Durante la sua prima apparizione si è rifiutato di credere nelle reali capacità dei Guerrieri Z (come volare, lanciare sfere di energia, spostarsi a velocità supersoniche), rivelando ai media che quelle abilità fossero semplicemente dei trucchi.
Le sue abilità possono essere collegate a un grado di toonforce piuttosto elevato, visto che le sue azioni, per quanto comiche, lo rendono piuttosto resistente: cade da altezze elevate, è stato scaraventato a lunghe distanze, è stato travolto da esplosioni causate da sfere energetiche (come Bojack quando distrugge la sua navicella, solo OAV) e, se non con qualche bruciatura o qualche graffio, è sempre riuscito a cavarsela nonostante abbia rischiato la vita più volte. Paradossalmente, va vicino alla morte solo quando viene colpito da una pallottola nella saga di Majin Bu.

## Bee
Bee (ベエ?, Bee) è il cane di Mr. Satan, che avrà un ruolo decisivo nell'arco di Majin Bu. Viene trovato in fin di vita quando era ancora un cucciolo da Satan e Bu e quest'ultimo decide di curarlo, affezionandocisi molto, tanto che questo fatto contribuirà al risveglio dell'animo buono del demone. In seguito Bee ha rischiato la morte per mano di un folle che, inebriato del fatto di essere uno dei pochi sopravvissuti sulla Terra, per semplice divertimento gli sparò. Inizialmente il cagnolino sembra essere stato ucciso ma Bu interviene curandolo coi suoi poteri, mentre il folle viene selvaggiamente picchiato da Mr. Satan; di lì a poco però sarà Satan a venire sparato dal malvagio uomo e Majin Bu, anche se riesce a curarlo in tempo, si infuria talmente tanto da espellere in un colpo solo la sua parte malvagia, con la quale ingaggia un aspro duello. Nelle successive apparizioni, Bee rimane tra le braccia di Satan, che cerca di proteggerlo dall'infuriare delle varie battaglie.
Dopo la vittoria contro Kid Bu viene rivisto anni dopo al 28º Torneo Tenkaichi, molto più grosso e cresciuto, mentre abita insieme a Mr. Satan.
In Dragon Ball GT compare solo in un ricordo di Bu, il che fa pensare ad una sua morte (probabilmente di vecchiaia) piuttosto che ad una svista degli autori; tuttavia fa un'apparizione in una delle sigle finali giapponesi.

## Doppiaggio
Nella versione originale giapponese, Mr. Satan è stato doppiato da Daisuke Gouri dalla sua prima apparizione nella serie Z fino al 2010 (anno di morte del doppiatore). Successivamente viene doppiato da Unshou Ishizuka a partire da Dragon Ball Kai, fino alla morte, avvenuta nel 2018. Dal 2019 è doppiato da Masashi Ebara che lo doppia per la prima volta a partire dal videogioco Dragon Ball Z: Kakarot.
Per la versione italiana, è invece stato scelto Riccardo Lombardo come voce del personaggio, che lo ha doppiato in tutte le sue apparizioni per conto della Mediaset.
Invece, nei film doppiati da Dynit, Satan ha la voce di Saverio Indrio e in Dragon Ball Z - La battaglia degli dei è doppiato da Francesco Pannofino.